# Chouchou (film)
Pour les articles homonymes, voir Chouchou.
Pour plus de détails, voir Fiche technique et Distribution.
Chouchou est un film français réalisé par Merzak Allouache, sorti en 2003. Il a totalisé 4 millions d'entrées en salle.

## Synopsis
Choukri « Chouchou » (Gad Elmaleh), un Algérien aux yeux clairs, débarque clandestinement à Paris, afin de retrouver son neveu. Habillé d'un poncho, il prétend être réfugié chilien et tente de trouver un abri en proposant ses services : faire le ménage, le repassage, la cuisine. Il est orienté vers l'église où le père Léon (Claude Brasseur), prêtre catholique, l'héberge. Il est assisté du frère Jean « Coco » (Roschdy Zem), ancien délinquant toxicomane assailli par des visions. Père Léon fait engager Chouchou comme homme à tout faire par Nicole Milovavovich (Catherine Frot), psychothérapeute dont le cabinet est à proximité. Elle a très vite cerné sa personnalité de Chouchou, apprécie pour sa bonne humeur et lui permet de se travestir pour travailler. Chouchou trouve par l'intermédiaire de son ami travesti et de son neveu un travail de serveur dans un cabaret de travestis de Clichy où il rencontre Stanislas (Alain Chabat). Outre l'amour qu'il ressent pour cet homme, il connaîtra l'amitié et le soutien du père Léon, de frère Jean et du docteur Milovavovich en réponse à l'hostilité malveillante d'un inspecteur névrosé.

## Fiche technique
Sauf indication contraire, les informations mentionnées dans cette section peuvent être confirmées par les bases de données cinématographiques IMDb et Allociné,  présentes dans la section « Liens externes ».
- Réalisation : Merzak Allouache
- Scénario : Merzak Allouache et Gad Elmaleh, d'après les sketchs de Gad Elmaleh
- Musique : Gilles Tinayre et Germinal Tenas
- Photographie : Laurent Machuel
- Montage : Sylvie Gadmer
- Décors : Sylvie Deldon
- Costumes : Fabienne Katany et Ricardo Martinez-Paz
- Direction artistique : Baba Coudanne et Laurent Ott
- Direction de production : Jean-Louis Nieuwbourg
- Production : Christian Fechner et Hervé Truffaut
- Sociétés de production : Les Films Christian Fechner
- Société de distribution : Warner Bros. France
- Pays de production :  France
- Langue originale : français
- Budget : 7 640 000 €
- Durée : 105 minutes
- Dates de sortie :
  - France : 19 mars 2003
  - Belgique : 9 avril 2003

## Distribution
Sauf indication contraire, les informations mentionnées dans cette section peuvent être confirmées par les bases de données cinématographiques IMDb et Allociné,  présentes dans la section « Liens externes ».
- Gad Elmaleh : Choukri dit « Chouchou », travesti maghrébin
- Alain Chabat : Stanislas de la Tour-Maubourg, l'homme qui va aimer Chouchou
- Claude Brasseur : le père Léon, prêtre qui héberge Chouchou
- Julien Courbey : Ikéa, un musicien mentalement dérangé
- Catherine Frot : le docteur Nicole Milovavovich, la psychothérapeute qui emploie Chouchou
- Micheline Presle : la mère de Stanislas
- Jacques Sereys: le père de Stanislas
- Roschdy Zem : frère Jean, un jeune prêtre disciple de Léon dont le péché est de manger beaucoup trop de chocolat, ex-toxicomane nommé Coco qui voit la Vierge Marie en apparition
- Arié Elmaleh : Hamid dit Vanessa, neveu de Chouchou et danseur travesti
- Yacine Mesbah : Djamila, un travesti maghrébin ami de Chouchou
- Jean-Paul Comart : le commissaire Molino, que Grégoire déteste
- Stéphane Boucher : l'inspecteur Grégoire, policier psychopathe qui poursuit Chouchou
- Michaël Youn : le travesti brésilien
- Aytl Jensen : travesti de la boîte de nuit
- Anne Marivin: la vendeuse de supermarché en tailleur beige
- Michel Such : le patient à la minerve
- Catherine Hosmalin : Madame Armand
- Olivia Dessolin : l'apparition

## Production

### Lieux de tournage
Le film a été tourné à Paris et à Vigneux-sur-Seine en Essonne.

## Accueil
- Box-office en France : 3 876 572 entrées (dont 700 227 à Paris) pour 22 276 396 € de recettes.

## Analyse